# الصحافى (حبيش)

تعديل مصدري - تعديل

الصحافى محلة تابعة لقرية المكافسة، التابعة لعزلة بني الضاحتين بمديرية حبيش إحدى مديريات محافظة إب في الجمهورية اليمنية، بلغ تعداد سكانها 20 حسب تعداد اليمن لعام 2004.